# Ben Aknoun
Ben Aknoun (în arabă بن عكنون) este o comună din provincia Alger, Algeria.
Populația comunei este de 18.838 locuitori (2008).